# Raïon d'Oktiabrskoïe (oblast de Tcheliabinsk)
Le raïon d'Oktiabrskoïe (en russe : Октябрьский район, Oktiabr'ski raïon) est une subdivision administrative de l'oblast de Tcheliabinsk, en Russie. Son centre administratif est le village d'Oktiabrskoïe.

## Géographie
La raïon est située dans la partie orientale de l'oblast, dans l'Oural. Le territoire est baigné par l'Ouï, et criblé de près de 300 petits lacs et étangs.
Le raïon est bordé au nord par le raïon d'Almenevski et le raïon de Safakoulevski, à l'est par le raïon de Tselinni, au sud par le Kazakhstan (raïon de Fiodorovski, oblys de Kostanaï) et à l'ouest par le raïon de Iektoul, le raïon d'Ouvelski et le raïon de Troïtsk.

## Administration
Il existe 13 municipalités dans le raïon.
| №  | Municipalité                            | Centre                  | Nombre de villages | Population (2002) |
| -- | --------------------------------------- | ----------------------- | ------------------ | ----------------- |
| 1  | Municipalité de Borovoïé                | Borovoïé                | 4                  | 906               |
| 2  | Municipalité de Karakoulscoïé           | Karakoulscoïé           | 3                  | 1764              |
| 3  | Municipalité de Kotchedik               | Kotchedik               | 7                  | 2239              |
| 4  | Municipalité de Kroutoïaprskïi          | Kroutoïarskïi           | 3                  | 2103              |
| 5  | Municipalité de Лысково Liskovo         | Лысково Liskovo         | 4                  | 840               |
| 6  | Municipalité de Miatchnoïé              | Miatchnoïé              | 5                  | 2108              |
| 7  | Municipalité de Miakon'ki               | Miakon'ki               | 2                  | 724               |
| 8  | Municipalité de Nikolskoïé              | Bol'chiénkol'skoïé      | 3                  | 1393              |
| 9  | Municipalité d'Oktiabr'skoïé            | Oktiabr'skoïé           | 7                  | 9090              |
| 10 | Municipalité de Podovinoïé              | Podovinoïé              | 5                  | 2877              |
| 11 | Municipalité de Svobodnïi               | Svobodnïi               | 4                  | 939               |
| 12 | Municipalité de Ouïsko-Tchebarkoulskaia | Ouïsko-Tchebarkoulskaia | 3                  | 1858              |
| 13 | Municipalité de Tchoudihova             | Tchoudihova             | 1                  | 771               |

## Économie
L'économie est fondée sur l'agriculture, comme dans les raïon avoisinants. Il existe 7 exploitations agricoles privées et 5 fermes collectives employant plus de 2165 personnes. Par ailleurs, les produits agricoles sont transformés dans le raïon. Il existe à ce titre une grande crèmerie industrielle.